# Kylie Minogue (album)
A Kylie Minogue című album Kylie Minogue ausztrál énekesnő ötödik stúdióalbuma, mely 1994. szeptember 19-én jelent meg a Deconstruction, Mushroom és Arista Records gondozásában. Ez volt az első lemeze, mely azután jelent meg, hogy otthagyta a PWL‑t. Új kiadójával kötött szerződésének köszönhetően többek közt olyan új producerekkel dolgozott Minogue, mint a Brothers in Rhythm, az M People és Jimmy Harry.
Zeneileg a lemezen számos zenei stílus megtalálható, de a fő csapásvonal a pop maradt. A lemez Minogue zenéjében egy új változást mutat, ugyanis több new jack swing-gel, dzsessz-zel, house-szal, és techno hangzással dolgozott. Ez Minogue harmadik olyan lemeze, melyen olyan dalok is szerepelnek, melyeket ő írt. Az album fő témája a szerelem, de megjelenik a vallomás, a megcsalás, a szex és a vágy témája is. Ezek olyan dalokban jelennek meg, mint a kislemezként is kiadott „Confide in Me” és „Put Yourself in My Place”, melyek a szerelem és őszinteség témáját feszegetik.
Megjelenésekor a Kylie Minogue többnyire pozitív kritikákat kapott. Sokan az albumon hallható irányvonalat dicsérték, akik a középtempójú dalokat kellemesnek találták. Emellett Minogue vokáljait dicsérték és a lemezen végzett produceri munkát. Ausztráliában a Kylie Minogue a harmadik helyet érte el és aranylemez lett. Hasonló sikereket ért el az Egyesült Királyságban, ahol negyedik lett a listán és aranylemez lett több, mint 100 000 eladott példányának köszönhetően.
A lemezről három kislemez lett kiadva. Az első kislemez, a „Confide in Me” Minogue egyik legsikeresebb kislemeze lett, mely öt hétig volt első helyezett Ausztráliában és második lett az Egyesült Királyságban és Európa szerte is sikeresen szerepelt a slágerlistákon. A második kislemez, a „Put Yourself in My Place”, mely tizenegyedik lett Ausztráliában és az Egyesült Királyságban. A dalhoz készült videó nagy népszerűségnek örvendett. A harmadik kislemez a „Where Is the Feeling” lett, mely 16. lett az Egyesült Királyságban és 31. Ausztráliában. Minogue nem ment turnézni a lemez kapcsán, helyette számos televízios szereplése volt és kisebb fellépése.

## Háttér és kidolgozás
Öt a Stock Aitken Waterman-nel és a PWL kiadóval eltöltött sikeres év után, melynek során szappanopera színésznőből popsztárrá avanzsált illetve nemzetközileg elismert stílusikon és előadóművész lett, Minogue úgy döntött, hogy egy új csapattal fog dolgozni egy olyan érettebb hangzáson, mely illik kifinomult imázsához. Miután 1993-ban a Deconstruction Records-hoz szerződött, elkezdte megalkotni a nevét viselő albumot. Az albumon számos olyan új producerrel és dalszerzővel kezdett dolgozni, mint Steve Anderson, Dave Seaman a Brothers in Rhythm-ből.
Annak érdekében, hogy rajongótáborát bővítse és művészileg is fejlődjön, Minogue aktív szerepet vállalt a lemez megtervezésében és elkezdett olyan művészek után nézni, akikkel együtt dolgozhatott. A lemez első munkafolyamataira 1993-ban került sor, melyek eredményeként két dalt rögzített Saint Etienne-nel és nyolc dalt, melyeket közösen írt a The Rapino Brothers-szel. A Deconstruction kiadó irodája Minogue-gal együtt úgy vélte, hogy rossz irányban haladnak, ezért a felvételeket egy sokkal kísérletezőbb irányban folytatták. Ezen munkafolyamatok során nyolc dalt készített a Brothers in Rhythm-mel, négyet Jimmy Harry-vel, kettőt az énekes-dalszerző Gerry DeVeaux-vel, kettőt Pete Heller-rel és Terry Farley-vel valamint egyet az M People-lel. A lemez nagy részét Londonban és New York-ban rögzítették.

## Zenei stílus és dalszövegek
Az AllMusic a lemezt a dance-pop kategóriába sorolta olyan atmoszférával és stílussal a dalokban, melyek nem szerepeltek az előző, Let’s Get to It lemezen, valamint megjegyezte, hogy „ezzel a lemezzel elkezdődött karrierje második fázisa”. Nick Levine a Digital Spy-tól úgy fogalmazott, hogy „a Kylie Minogue egy kifinomult, stílusos dance lemez, melyen minden megtalálható a közepes tempójú R&B-től kezdve a klasszikus pop balladákig és a zongorás house-ig”.
A house stílusú „Where Has the Love Gone?”-ban egy szintetizátort hallunk egy 1990-es évekből származó klub ütemen. A dal szövegében Minogue arra próbál választ találni, hohy miért ment tönkre a kapcsolata. A következő dalon, a „Falling”-on dance-pop hangzást hallunk szintetizált, kemény basszussal, míg Minogue vokáljai szellősek nagy mennyiségű visszhanggal. A dal arról szól, miképp tudunk túllépni a múlton és hogyan tudunk újra szerelembe esni. A lemez utolsó dala, a „Time Will Pass You By”, melyen újból acid jazz stílus lelhető fel kiemelkedő rézfúvós szekcióval ritmusos diszkó dobütemen. A dal arról szól, hogy ne vegyük az életet készpénznek és élvezzük ki, amennyire csak lehet. Az album kanadai kiadásához, Minogue felvette a „Confide in Me” francia verzióját, mely a „Fie-toi à moi” címet kapta. A dal kizárólag a kanadai kiadáson jelent meg, melynek a borítója is más lett.

## Kislemezek
A „Confide in Me” lett kiadva az album vezető kislemezeként, mely Minogue egyik legsikeresebb slágere lett. Öt hétig volt első helyezett Ausztráliában, második az Egyesült Királyságban és első Izraelben. A dalhoz egy zenei videó is készült, mely úgy néz ki, mint egy információs hirdetés. A lassú tempójú dance dalban, melynek a szerzője és producere a Brothers in Rhythm, Minogue vokáljait hallhatjuk dobütemeken és vonósokon.
A második kislemez, a “Put Yourself in My Place” a tizenegyedik helyet érte el az Egyesült Királyságban és Ausztráliában is. A dalhoz tartozó népszerű videót Kier McFarlane rendezte. A videóban Minogue az 1968-as Jane Fonda klasszikusnak, a Barbarellának nyitó jelenetét jelenítette meg, melyben egy lassú sztriptízt láthatunk egy űrhajóban.
A következő kislemeznek az „If I Was Your Lover”-t szánták. A dal eredeti verzióját Jimmy Harry keverte, de újra lett keverve, hogy urbánus jelleget kapjon. Eredetileg az Egyesült Államokban jelent volna meg először és utána az Egyesült Királyságban, ha az amerikai kiadás sikeres lett volna. Miután a lemezszerződés az Egyesült Államokban meghiúsult, a kislemez kiadását az Egyesült Királyságban törölték. Helyette a „Where Is the Feeling” lett a harmadik kislemez, mely 16. lett az Egyesült Királyságban és 31. Ausztráliában. Utolsó kislemeznek a „Time Will Pass You By” volt tervezve, számos remixszel, melyek közül az egyiket Paul Masterson készítette. Ehelyett azonban a Nick Cave-vel közösen készített dal, a “Where the Wild Roses Grow” jelent meg 1995 végén.

## Fogadtatás

### A kritikusok értékelései
A Kylie Minogue általában pozitív kritikákat kapott, sokan a lassú dance zenét dicsérték. Chris True az AllMusic-tól pozitív kritikával illette. Megjegyezte, hogy „Minogue ötödik albumán már nem szerepel a Stock Aitken Waterman trió és hogy az énekesnő olyan dance producerekkel dolgozott, mint David Seaman. A nyitódal, a „Confide in Me” első hangjaiból észrevehető, hogy már nem a tini pop királynőjét halljuk. Kylie felnőttesen akart hallatszani es ezt könnyen abszolválta”. A lemezről a „Confide in Me”-t, az „If I Was Your Lover”-t és az „Automatic Love”-ot emelte ki.
Nick Levine a Digital Spy-tól négy csillagot adott az ötből. Visszatekintő kritikájában azt írta, hogy az album összefüggő, ízléses és hogy figyelemre méltó, hogy az elmúlt évek nem hagyták rajta a bélyegüket. Dicsérte Minogue vokáljainak minőségét, különösen kiemelve az „Automatic Love”-ot.

### Kereskedelmi fogadtatás
A Kylie Minogue harmadik lett Ausztráliában, ahol aranylemez lett 35 000-es eladásának köszönhetően. Negyedik lett az Egyesült Királyságban, ahol szintén aranylemez lett 100 000 eladott példánya után. Sokkal kevésbé volt sikeres más országokban. Svájcban és Svédországban csak a Top 40-et tudta elérni.

## Számlista
|     | Cím                      | Szerző(k)                                      | Producer(ek)                   | Hossz |
| --- | ------------------------ | ---------------------------------------------- | ------------------------------ | ----- |
| 1.  | Confide in Me            | Steve Anderson, Dave Seaman, Owain Barton      | Brothers in Rhythm             | 5:51  |
| 2.  | Surrender                | Gerry DeVeaux, Charlie Mole                    | DeVeaux, John Waddle, Tim Bran | 4:25  |
| 3.  | If I Was Your Lover      | Jimmy Harry                                    | Harry                          | 4:45  |
| 4.  | Where Is the Feeling     | Wilf Smarties, Jayn Hanna                      | Brothers in Rhythm             | 6:59  |
| 5.  | Put Yourself in My Place | Harry                                          | Harry                          | 4:54  |
| 6.  | Dangerous Game           | Anderson, Seaman                               | Brothers in Rhythm             | 5:30  |
| 7.  | Automatic Love           | Kylie Minogue, Inga Humpe, The Rapino Brothers | Brothers in Rhythm             | 4:45  |
| 8.  | Where Has the Love Gone? | Alex Palmer, Julie Stapleton                   | Pete Heller, Terry Farley      | 7:46  |
| 9.  | Falling                  | Neil Tennant, Chris Lowe                       | Heller, Farley                 | 6:43  |
| 10. | Time Will Pass You By    | Dino Fekaris, Nick Zesses, John Rhys           | M People                       | 5:26  |

| 11. | Love Is Waiting     | Mike Percy, Tim Lever, Tracy Ackerman | Brothers in Rhythm | 4:52 |
| 12. | Nothing Can Stop Us | Bob Stanley, Pete Wiggs               | Saint Etienne      | 4:06 |

| 11. | Confide in Me (Francia verzió) | Anderson, Seaman, Barton | Brothers in Rhythm | 5:51 |

## Helyezések

### Albumlistás helyezések
| Albumlista (1994)                    | Legjobb helyezés |
| ------------------------------------ | ---------------- |
| Ausztrália (ARIA Charts)             | 3                |
| Japán (Oricon)                       | 54               |
| Svédország (Sverigetopplistan)       | 39               |
| Svájc (Schweizer Hitparade)          | 33               |
| Egyesült Királyság (Brit albumlista) | 4                |

### Év végi összesített listák
| Albumlista (1994)        | Helyezés |
| ------------------------ | -------- |
| Ausztrália (ARIA Charts) | 84       |

## Minősítések és eladási adatok
| Ország                   | Minősítés  | Eladás   | Alapul        |
| ------------------------ | ---------- | -------- | ------------- |
| Ausztrália (ARIA)        | Aranylemez | 35 000+  | Szállításokon |
| Egyesült Királyság (BPI) | Aranylemez | 100 000+ | Szállításokon |